# Fidel Uriarte Macho
Fidel Uriarte Macho, més conegut com a Uriarte (Sestao, Biscaia, 1 de març de 1945 - Portugalete, Biscaia, 19 de desembre de 2016) va ser un futbolista basc. Jugava de davanter i va desenvolupar la major part de la seva carrera professional a l'Athletic Club de Bilbao. Va ser internacional amb la selecció espanyola.

## Trajectòria
Va ser descobert per Piru Gaínza, i ràpidament es va incorporar al primer equip juvenil de l'Athletic Club el 1960. El seu debut en la primera divisió espanyola va ser el 23 de setembre de 1962, en un partit camp del Màlaga CF, amb derrota dels bascos.
Amb l'Athletic Club va guanyar dues copes del Generalíssim i el trofeu Pitxitxi com a màxim golejador en la temporada 1967/68, en marcar 22 gols.
El 31 de desembre de 1967 va aconseguir marcar cinc gols en un partit contra el Reial Betis.
Sumant totes les competicions, va disputar 394 partits i va marcar 120 gols amb el Athletic, 90 d'aquests en lliga.
El 1974 va fitxar pel Màlaga CF, club en el qual va jugar tres temporades abans de retirar-se dels terrenys de joc. Amb el club malagueny, va disputar 15 partits a primera divisió, a més de jugar una temporada a segona divisió.
Uriarte va ser internacional amb la selecció espanyola en 9 ocasions. El seu debut com a jugador de la selecció espanyola va ser el 28 de febrer de 1968 en el partit que enfrontava Espanya contra Suècia (3-1). Amb la selecció va marcar 1 gol en un partit contra Itàlia.
Posteriorment, va tenir una breu etapa com a entrenador. Va entrenar al Sestao SC durant diversos partits el 1978, el Bilbao Athletic el 1991 i el Vila-real CF el 1995 durant vint partits.

## Palmarès
- 2 copes d'Espanya (Copa del Generalíssim): 1969, 1972/73.
- 1 Pitxitxi de primera divisió: 1967/68.